# Giorgio Benvenuto
Giorgio Benvenuto (ur. 8 grudnia 1937 w Gaecie) – włoski działacz związkowy i polityk, parlamentarzysta, w latach 1976–1992 sekretarz generalny Włoskiej Unii Pracy (UIL), w 1993 sekretarz Włoskiej Partii Socjalistycznej (PSI).

## Życiorys
Ukończył studia prawnicze, po czym zajął się działalnością dziennikarską i publicystyczną. Publikował teksty z zakresu podatków, bankowości i ubezpieczeń. Od 1955 był etatowym działaczem związkowym w ramach UIL, jednej z największych central pracowniczych we Włoszech. W latach 1969–1976 pełnił funkcję sekretarza generalnego wchodzącego w jej skład związku zawodowego UILM, reprezentującego pracowników przemysłu metalowego. Następnie do 1992 jako sekretarz generalny kierował Włoską Unią Pracy. Był również wykładowcą w Scuola di Polizia Tributaria, kształcącej kadry policji skarbowej.
Jednocześnie prowadził aktywną działalność polityczną. Od 1956 należał do Włoska Partii Socjaldemokratycznej, w 1966 przeszedł do Włoskiej Partii Socjalistycznej. W 1993 objął funkcję sekretarza PSI w miejsce Bettina Craxiego, wieloletniego lidera tego ugrupowania. Jeszcze w tym samym roku zastąpił go jednak Ottaviano Del Turco, a partia została wkrótce rozwiązana. W 1996 należał do organizatorów Unii Demokratycznej. Później dołączył do Demokratów Lewicy, a z tym ugrupowaniem do Partii Demokratycznej.
W latach 1996–2006 sprawował mandat posła do Izby Deputowanych XIII i XIV kadencji. Następnie do 2008 był członkiem Senatu XV kadencji. Został prezesem fundacji Fondazione Bruno Buozzi.